# 海底の君へ
『海底の君へ』（かいていのきみへ）は、2016年2月20日（土曜日）19:30 - 20:43にNHK総合テレビジョンで放送された単発のスペシャルテレビドラマである。
タイトルの由来は、いじめに遭って以来、「ずっと冷たい海の底にいる」という主人公の気持ちから。

## あらすじ
中学時代にいじめに遭って以来、大きなトラウマを抱えている前原茂雄が、15年後に開かれた同窓会で爆弾を手に元いじめっ子へ復讐しようとするのだが…。

## キャスト
- 前原茂雄：藤原竜也
- 手塚真帆：成海璃子
- 前原小絵：水崎綾女
- 手塚瞬：市瀬悠也
- 立花隆之介：忍成修吾
- 中井裕也（中井くん）：淵上泰史
- 水田：落合モトキ
- 浅野先生（医師）：近藤芳正
- 須藤銀一（銀ちゃん）：神戸浩
- 前原将司：モロ師岡
- 菊地明（社長）：麿赤兒

## スタッフ
- 作：櫻井剛
- 音楽：大友良英
- VFXプロデューサー：結城崇史
- 制作統括：中村高志
- 演出：石塚嘉